# Рафаїл Сенявський
Ра́фаїл Сеня́вський гербу Леліва (пол. Rafał Sieniawski; пом. 1592/ І-а пол. 1593) — шляхтич, військовик, урядник Королівства Польського. Представник спольщеного українського (руського) роду Сенявських.

## Життєпис
Син великого коронного гетьмана Миколи Сенявського та його дружини Катажини з Ко́лів (primo voto Язловецької) (пом. до 1544) — доньки підкоморія галицького, гетьмана польного Яна Коли, вдови Теодорика Язловецького-молодшого († по 1544 р., внук Теодорика Бучацького-Язловецького).
Замолоду з братом Іваном (Яном) перебував у 1554 році на дворі цісаря Карла V. Служив у поточній обороні 1558 року як товариш; 1559 року брав участь в битві під Орбазовом з татарами (напад на Поділля), Меджибожем. В грудні 1566 року брав участь в обороні Меджибожа з батьком, братом Миколаєм. 11 травня 1569 року після смерті батька з братами в Любліні зробили уточнення суми, записаної на королівському селі пол. Nowicza; записаний в акті, але тоді перебував на «прикордонні». 1 червня 1570 року у Львові з братами зробили поділ спадку батька: Геронім, Іван (Ян) взяли «Бережанський ключ», він та Миколай — «Меджибізький ключ», села на Поділлі. 1571 року з Миколаєм поділили навпіл «Меджибозький ключ», що підтвердили податкові реєстри 1578, 1583 років. 6 листопада 1577 року отримав з Миколаєм підтвердження давнього привілею для євреїв Меджибожа. 7 січня 1587 року був на з'їзді «дигнітарів» та лицарів Руського воєводства у Львові. 8 лютого 1590 року був на передсеймовому сеймику в Галичі, шляхта доручила обраним послам просити короля про надання Уланова йому у власність.
Був похований у родинній каплиці-усипальниці Сенявських у Бережанському замку.

### Власність, фундації, посади
Був власником Бережан, Уланова, 1588 р. йому належав замок у Меджибожі. Мав посаду старости уланівського, яку отримав правом «доживоття» у 1565 році; каштеляна Кам'янця-Подільського (7 листопада 1588 року авансований, з 1589 року). 17 лютого 1588 року призначений каштеляном любачівським. У 1591 році зафундував муровану каплицю св. Станіслава у Меджибізькому замку.

### Сім'я
Був одружений 2 рази. Перша дружина — Катажина Дзядуська (шлюб після 1571 р.), вдова перемиського каштеляна, львівського старости Пйотра Бажого; друга дружина — Софія, з дому графиня Ходкевич (донька троцького каштеляна Юрія Ходкевича) — вдова житомирського намісника (старости) князя Михайла Чорторийського, невістка волинського воєводи князя Олександра Чарторийського). Дітей не мав.